# 전국 퀴즈열전
전국 퀴즈열전은 MBC 표준FM(수도권 FM 95.9MHz, AM 900kHz)에서 1992년 11월 16일부터 1998년 10월 30일까지 평일 오후 2시 25분부터 3시까지 방송한 라디오 프로그램이다.

## 역대 진행자
- 이홍렬
- 서세원
- 박명수
- 김수정